# Hieronymus Bilderbeke

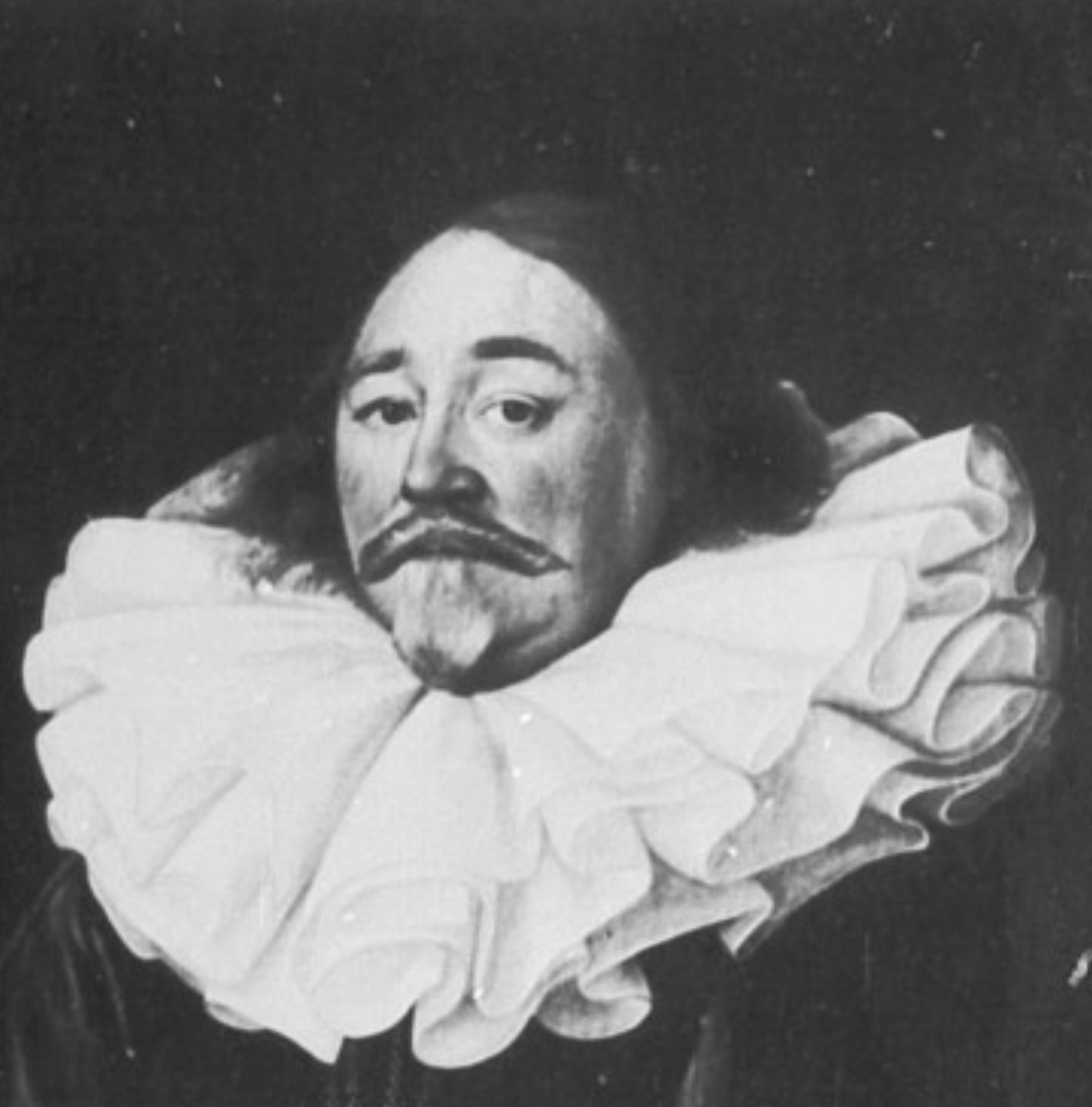
Hieronymus Bilderbeke

Hieronymus Bilderbeke, auch Bilderbeck (* 14. April 1600 in Lübeck; † 15. September 1664 ebenda) war Ratsherr der Hansestadt Lübeck.

## Leben
Sein aus Livland stammender Großvater Martin Bilderbeck († 1592) hatte den Befehl über eine Flottille Lübecker Kriegsschiffe, die im Dreikronenkrieg 1564 den Dänen gegen die Schweden zur Hilfe kam. Hieronymus Bilderbeke studierte 1617 an der Universität Rostock. Er war Kaufmann in Lübeck und Mitglied der Kaufleutekompagnie und wurde 1646 in den Lübecker Rat gewählt. Er war verheiratet mit Elsabe Pavels, Tochter des Lübecker Ratsherrn Jürgen Pavels.
Der Lübecker Ratsherr Hermann Bilderbeke war sein Neffe.